# Mandevilla versicolor
Mandevilla versicolor är en oleanderväxtart som beskrevs av R. E. Woodson. Mandevilla versicolor ingår i släktet Mandevilla och familjen oleanderväxter. Inga underarter finns listade i Catalogue of Life.